# Juan Ortiz
Juan Manuel Ortiz (Punta de Piedras, ilha de Margarita, Venezuela, 1983) é professor, escritor, poeta, artista plástico e músico originário da ilha de Margarita, localizada no Caribe venezuelano.

## Biografia
Formou-se em Educação Integral na menção de Língua e Literatura em 2008 pela Universidade de Oriente, Núcleo Nueva Esparta. Durante sua carreira, trabalhou como professor universitário de literatura, história, artes e guitarra na Universidade de Margarita (Unimar) e Unearte. Atualmente, é colunista do jornal El Sol de Margarita e de vários portais digitais, como Lifeder, Writing Tips Oasis, Actualidad Literatura e Frases mais Poemas.
Durante sua carreira, atuou como professor em diversas disciplinas na Universidade de Margarita, como Literatura e Artes, Cultura e Civilização Espanhola, Música e Artes Cênicas, Análise Sociológica da Arte, Literatura Espanhola, Gramática e Arte e Cultura. Tambem deu aulas de Guitarra I, II e III e Expressão Oral e Escrita na Universidade das Artes de seu país.
Até o momento, publicou um total de 14 livros, dos quais 10 são poemários lançados entre 2017 e 2021, que compõem sua última obra, a Antologia da Sal. Também publicou o romance En la Boca de los Caimanes em 2017, a Suite del Refugio (composição musical para guitarra solo) em 2017, e os livros de contos Transeúnte em 2018.  
Desde 2019, vive em Buenos Aires, Argentina, onde participa da vida pública representando a Venezuela como executante e palestrante sobre a décima espinela no Festival Internacional Sonamos Latinoamérica.  Também participou no evento “Músicos en Congreso” no Instituto Superior de Música da Universidad Nacional del Litoral em Entre Ríos, apresentando a palestra “O docente, a poesia e a música, um trinômio necessário”. Ele também apresentou o livro “Gestão Cultural ou Política Cultural?” de Rolando Goldman na Universidad de Entre Ríos.
Em 2022, foi incluído no Mapa Glocal da Literatura Venezuelana (Contemporânea Glocal Map of Contemporary Venezuelan Literature) que inclui autores com trajetória, aqueles com uma obra madura e estabelecida ao longo do tempo.
Em 2023, conquistou o primeiro lugar no I Concurso Literário “José Joaquín Salazar Franco” em duas categorias distintas: poesia Livre, com sua obra intitulada “Um Homem que Será Esquecido”, e Poesia Clássica, com a composição denominada “Outro Abel”.

## Livros
En La Boca de los Caimanes (novela, 2017);
Cayena de sal (poemario, 2017);
Roca de la sal (poemario, 2018); 
La cama (poemario, 2018);
La casa (poemario, 2018); 
Del hombre y otras heridas del mundo (poemario, 2018);
Evocativos (poemario, 2019); 
Aslyl (poemario, 2019); 
Orilla sagrada (primera antología, 2019); 
Cuerpos en la Orilla (poemario, 2020); 
Matria por dentro (poemario, 2020); 
Mi poesía, el equívoco (poemario, 2021);
Antología de la sal (compilación poética, 2021)
En La Boca de los Caimanes (novela, segunda edición, 2023);
El jardín de los versos felices (compilación poética, 2023)
Rimando hasta la orilla (poemario, 2023)
Desasosiego (poemario, 2023)
Presencias (2024)
Palangre: frases a la deriva (2024)
Naufragio (antología, 2024)

## Editor
- Tráfico y esclavitud Wayuu en Venezuela (José María González Mendoza, 2024)
- Lope de Aguirre: de la crónica a la dramaturgia, presencia en ausencia en Lope de Aguirre, traidor (Sor Elena Salazar, 2024).